# 达讷穆瓦
达讷穆瓦（法語：Dannemois，法語發音：[danmwa] ⓘ）是法国法兰西岛大区埃松省的一个市镇，属于埃夫里区。

## 地理
达讷穆瓦（48°27'9"N, 2°28'36"E）面积8.43 平方千米，位于法国法蘭西島大區埃松省，该省份为法国北部内陆省份，北起上塞纳省和马恩河谷省，西接厄尔-卢瓦省和伊夫林省，南至卢瓦雷省，东临塞纳-马恩省。
与达讷穆瓦接壤的市镇（或旧市镇、城区）包括：埃科勒河畔苏瓦西、库朗斯、塞利、埃科勒河畔穆瓦尼、维代勒。

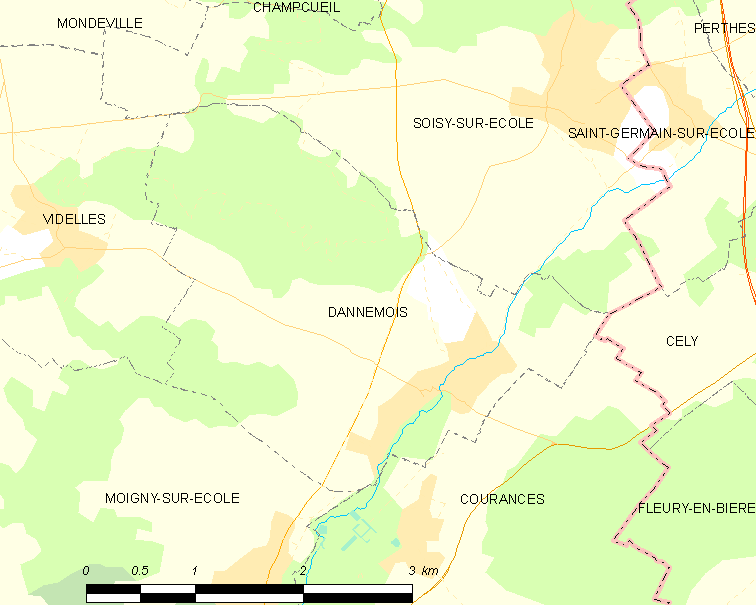
达讷穆瓦的OSM定位图

达讷穆瓦的时区为UTC+01:00、UTC+02:00（夏令时）。

## 行政
达讷穆瓦的邮政编码为91490，INSEE市镇编码为91195。

## 政治
达讷穆瓦所属的省级选区为梅讷西县。

## 人口

1962-2008年间达讷穆瓦人口变化图示

达讷穆瓦于2022年1月1日时的人口数量为854人。